# Traian-Neculaie Rânja
Traian-Neculaie Rânja (n. 19 noiembrie 1952) este un fost deputat român în legislatura 1996-2000, ales în județul Iași pe listele partidului PNȚCD. În cadrul activității sale parlamentare, Traian-Neculaie Rânja a fost membru în grupurile parlamentare de prietenie cu Republica Argentina și Regatul Suediei.

## Legături externe
- Traian-Neculaie Rânja[nefuncțională – arhivă]
 la cdep.ro